# Adelaide Phillips

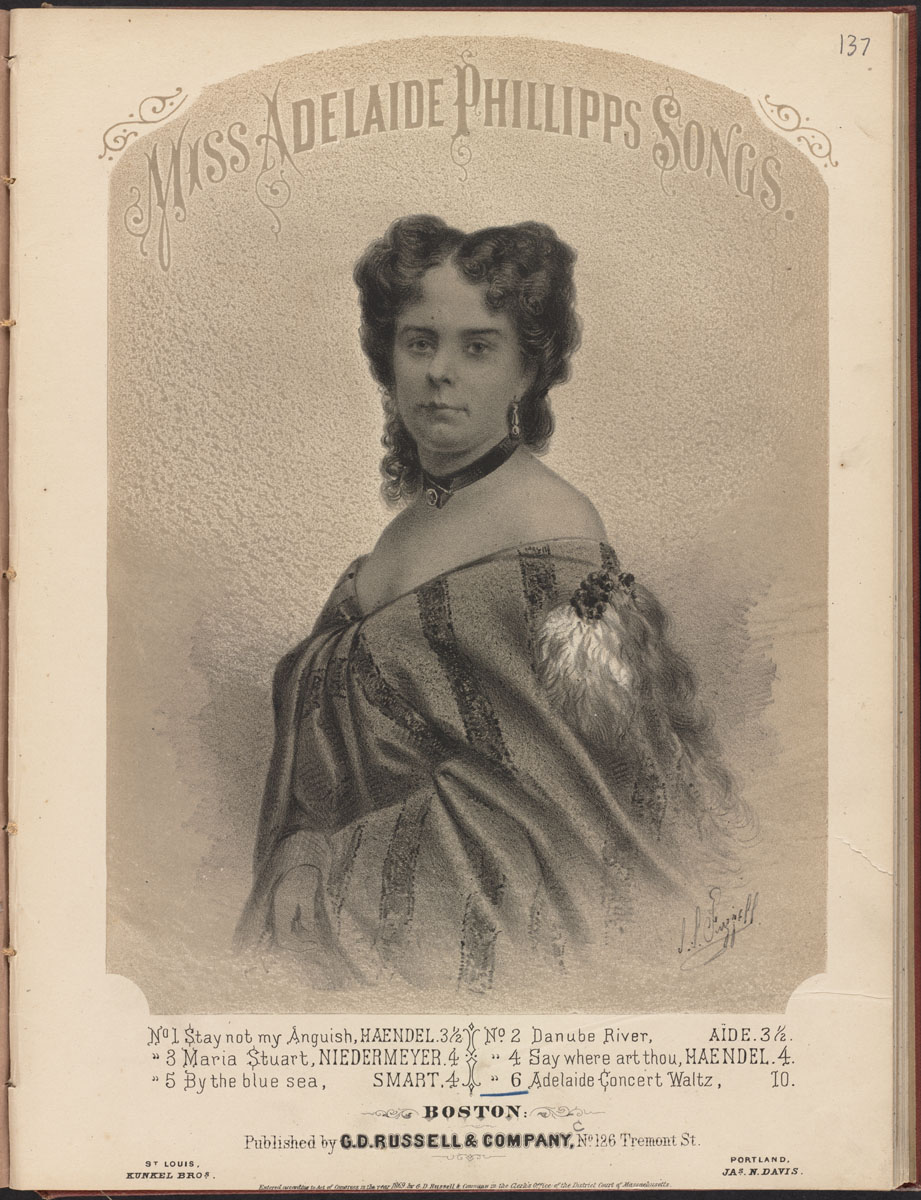
Adelaide Phillips.

Adelaide Phillips (Stratford-upon-Avon, 26 de octubre de 1833 - Carlsbad, 3 de octubre de 1882) fue una cantante contralto estadounidense nacida en el Reino Unido. Su madre era profesora de danza y ella empezó su carrera con sólo diez años en los escenarios de Boston. En 1850, su talento para cantar se hizo evidente y, junto a Jenny Lind y otras, viajó a Londres e Italia para formarse en canto. En 1855 regresó a América como una consumada vocalista, y durante muchos años fue la más destacada contralto estadounidense, tanto en oratorios como en conciertos.